# Ai margini della metropoli
Ai margini della metropoli è un film del 1953 diretto da Carlo Lizzani, ispirato all'omicidio di Annarella Bracci avvenuto il 18 febbraio 1950 a Roma.

## Trama
Mario Ilari, un giovane operaio disoccupato, viene accusato ingiustamente dell'omicidio di una ragazza sua conoscente. Una volta arrestato riesce a fuggire e a nascondersi a casa della convivente Gina, ma finisce nuovamente in prigione. L'avvocato Roberto Marini accetta di assumere la sua difesa dopo essere stato contattato da Luisa, amica di Gina, convinto che il processo gli darà la possibilità di affermarsi. La situazione è però molto complicata, dato che Calì, un barbone, dice di averlo visto sul luogo del delitto. Ilari confessa di aver incontrato la ragazza per conoscere tramite lei Greta, che avrebbe dovuto facilitargli l'espatrio. Quando l'avvocato Marini accusa Calì di falsa testimonianza, egli si uccide. La situazione si risolve quando viene trovato il cadavere di Greta, uccisa dal vero colpevole dopo essere stata sequestrata. Ilari viene liberato e Marini e Luisa si confessano il loro reciproco amore.

## Produzione
Ai margini della metropoli è tratto da un'inchiesta giornalistica di Mario Massimi sull'omicidio di Annarella Bracci e sul sospettato Lionello Egidi. Uscì nelle sale in seguito a pesanti censure, atte principalmente a preservare l'immagine delle forze dell'ordine.
Il film fu girato negli stabilimenti romani della S.A.F.A. Palatino.

## Distribuzione
Il film venne distribuito nel circuito cinematografico italiano il 5 marzo 1953.

## Accoglienza
Il film incassò 80.000.000 di lire dell'epoca.

## Critica
G.C. Castello sulla rivista Cinema del 30 giugno 1953 scrisse: «[...] appare un mediocre sottoprodotto di tutta una letteratura cinematografica avente per base innocenti accusati di delitti spaventosi e avvocati che si sostituiscono alla giustizia nella ricerca della verità per la salvezza del cliente [...]. Troppo sgangherato è qui il tessuto, troppo posticci certi riempitivi, troppo falsi certi tratti d'ambiente [...] perché sia possibile prestar fede alla storia che ci viene raccontata».